# Der Verfall
Der Verfall ist ein Technoprojekt von Musikproduzent Alex Butcher, Echo-Preisträger Alexander Abraham und ehemals Kai MacDonald, das sich eher düsterem Trance widmet.

## Wirken
Sie begannen mit der Promo-Single Der Verfall, die 1998 zuerst unter dem Artist-Namen Lexikon auf Vinyl und Maxi-CD veröffentlicht wurde. Es gab auch eine limitierte Promo-Vinyl mit 3 Mixen der englischen Version The Ruin. 1999 wurde die Single dann als Der Verfall #2 unter dem Artist-Namen Der Verfall herausgebracht. Danach folgten Vater Unser, Abfahrt und Der Mussolini (im Original von DAF) auf Wea Records. 2003 wurde ihre Single Der Verfall von Storm Music mit neuen Mixen wiederveröffentlicht, im Jahr 2000 dann das Album  Angst im Wald (Wea Records). Darauf enthalten waren 14 Hard-Trance-Stücke mit düsteren, teilweise morbiden Texten, in rezitativischem Sprechgesang vorgetragen. Die Singles Der Verfall, Vater Unser und Abfahrt erschienen auch auf VIVA-Club-Rotations und diversen anderen Samplern. Drei der Single-Veröffentlichungen konnten sich mehrere Wochen in den Deutschen & Österreichischen Single-Charts behaupten.

## Diskografie
Alben
- 2000: Angst im Wald

Singles
- 1999: Der Verfall
- 1999: Vater Unser
- 1999: Abfahrt (mit Srecko)
- 2000: Der Mussolini
- 2003: Der Verfall 2003 (Remake)
- 2004: Christuskommando (vs. Klaus Löwitsch)